# Campeonato Mundial de Halterofilia de 1973
El XLVII Campeonato Mundial de Halterofilia se celebró en La Habana (Cuba) entre el 15 y el 23 de septiembre de 1973 bajo la organización de la Federación Internacional de Halterofilia (IWF) y la Federación Cubana de Levantamiento de Pesas.
En el evento participaron 189 halterófilos de 39 federaciones nacionales afiliadas a la IWF.

## Medallistas
| Evento  | Oro                           | Plata                           | Bronce                             |
| ------- | ----------------------------- | ------------------------------- | ---------------------------------- |
| 52 kg   | Mohamad Nasiri Irán 240,0     | Lajos Szűcs · Hungría · 230,0   | Zygmunt Smalcerz · Polonia · 227,5 |
| 56 kg   | Atanas Kirov Bulgaria 257,5   | Gueorgui Todorov Bulgaria 255,0 | Koji Miki Japón 252,5              |
| 60 kg   | Dito Shanidze URSS 272,5      | Norair Nurikian Bulgaria 267,5  | Jan Wojnowski · Polonia · 257,5    |
| 67,5 kg | Mujarbi Kirzhinov URSS 305,0  | Mladen Kuchev Bulgaria 302,5    | Petar Yanev Bulgaria 292,5         |
| 75 kg   | Nedelcho Kolev Bulgaria 337,5 | Peter Wenzel RDA 317,5          | András Stark · Hungría · 312,5     |
| 82,5 kg | Vladimir Ryzhenkov URSS 350,0 | Frank Zielecke RDA 347,5        | Stefan Sochański · Polonia · 332,5 |
| 90 kg   | David Rigert URSS 365,0       | Vasili Kolotov URSS 360,0       | Peter Petzold RDA 357,5            |
| 110 kg  | Pavel Pervushin URSS 385,0    | Helmut Losch RDA 370,0          | Javier González · Cuba · 362,5     |
| +110 kg | Vasili Alexeyev URSS 402,5    | Rudolf Mang RFA 400,0           | Stanislav Batishchev URSS 392,5    |

1. 1 2 3  Arrancada (kg) + dos tiempos (kg) = total olímpico (kg).

## Medallero
| Núm. | País     | Oro | Plata | Bronce | Total |
| ---- | -------- | --- | ----- | ------ | ----- |
| 1    | URSS     | 6   | 1     | 1      | 8     |
| 2    | Bulgaria | 2   | 3     | 1      | 6     |
| 3    | Irán     | 1   | 0     | 0      | 1     |
| 4    | RDA      | 0   | 3     | 1      | 4     |
| 5    | Hungría  | 0   | 1     | 1      | 2     |
| 6    | RFA      | 0   | 1     | 0      | 1     |
| 7    | Polonia  | 0   | 0     | 3      | 3     |
| 8    | Cuba     | 0   | 0     | 1      | 1     |
|      | Japón    | 0   | 0     | 1      | 1     |
|      | TOTAL    | 9   | 9     | 9      | 27    |